# San Miguel Quetzaltepec
San Miguel Quetzaltepec là một đô thị thuộc bang Oaxaca, México. Năm 2005, dân số của đô thị này là 6015 người.